# Xã Jordan, Quận Monona, Iowa
Xã Jordan (tiếng Anh: Jordan Township) là một xã thuộc quận Monona, tiểu bang Iowa, Hoa Kỳ. Năm 2010, dân số của xã này là 162 người.